# Ľuborečské dubiny
Ľuborečské dubiny este o arie protejată (arie specială de conservare — SAC, sit de importanță comunitară — SCI) din Slovacia întinsă pe o suprafață de 441,25 ha, integral pe uscat.

## Localizare
Centrul sitului Ľuborečské dubiny este situat la coordonatele 48°18′50″N 19°30′44″E / 48.313783°N 19.512191°E.

## Înființare
Situl Ľuborečské dubiny a fost declarat sit de importanță comunitară în septembrie 2017 pentru a proteja un număr necunoscut de specii din flora spontană și fauna sălbatică aflate în arealul zonei. Situl a fost protejat și ca arie specială de conservare în octombrie 2017.

## Biodiversitate
Situată în ecoregiunea alpină, aria protejată conține 3 habitate naturale: Păduri panonice cu Quercus petraea și Carpinus betulus, Păduri panonice-balcanice de stejar turcesc - stejar sesil, Păduri stepice euro-siberiene cu Quercus spp..
La baza desemnării sitului se află un număr nedeclarat de specii protejate.